# Andrew Forsyth
Andrew Russell Forsyth, FRS, född 18 juni 1858 i Glasgow, Skottland, död 2 juni 1942 i South Kensington, London, var en skotsk matematiker, som 1895-1910 var professor i Cambridge och 1910-23 i London. Det var till stor del Forsyth, som gjorde de brittiska matematikerna bekanta med de på kontinenten av Augustin Louis Cauchy, Bernhard Riemann, Karl Weierstrass, Henri Poincaré, Felix Klein med flera skapade funktionsteorin.

## Biografi
Forsyth var son till John Forsyth, en mariningenjör, och hans hustru Christina Glen.
Han studerade vid Liverpool College och undervisades av Richard Pendlebury innan han började på Trinity College, Cambridge, och tog senior wrangler-examen 1881.
Forsyth gifte sig med Marion Amelia Pollock 1910.

## Karriär och vetenskapligt arbete
Forsyth valdes till stipendiat i Trinity och utnämndes sedan till lärostolen för matematik vid University of Liverpool vid 24 års ålder. Han återvände till Cambridge som lektor 1884 och blev sadleirisk professor i ren matematik 1895. Han tvingades emellertid avgå från sin stol 1910 till följd av en skandal orsakad av hans affär med Marion Amelia Boys, född Pollock, hustru till fysikern C. V. Boys.
Forsyth blev professor vid Imperial College of Science 1913 och gick i pension 1923 men förblev matematiskt aktiv in på sjuttioårsåldern. Han valdes till Fellow of the Royal Society 1886 och vann dess kungliga medalj 1897. Han var talman i ICM 1908 i Rom.
Han är nu ihågkommen mycket mer som författare av avhandlingar än som en originalforskare. Hans böcker har dock ofta kritiserats (till exempel av J. E. Littlewood, i hans A Mathematician's Miscellany).